# Parque Raul Seixas
O Parque Raul Seixas é um parque público da cidade de São Paulo, Brasil. Conta com 33.000 m² de área e está situado no distrito de Itaquera, na Zona Leste da cidade.

## Infra–estrutura
Quadras poliesportivas, quiosques, paraciclo, sanitários, aparelhos de ginástica, lago, nascente, quadra de bocha e playgrounds, Casa de Cultura.

## Fauna
Das 30 espécies animais observadas, 26 são aves. Dentre estas estão o beija-flor-tesoura, a avoante, o anu-branco, o sabiá-poca, o sabiá-do-campo, o canário-sapé, o piá-cobra e o pintassilgo que escolhe os galhos mais altos dos eucaliptos para emitir seu belo canto. Foram identificados répteis como cobra-de-vidro, cobra-da-terra e falsa-coral.

## Flora
Bosque de eucaliptos e jardins com espécies nativas e exóticas, com destaque para a alameda de ciprestes e as espécies frutíferas como abacateiro, amoreira, nespereira, goiabeira, e jabuticabeira. Dentre as espécies nativas destacam-se sibipiruna, mirindiba-rosa, jerivá, aroeira-mansa e quaresmeira.

## Particularidades
O parque é remanescente da fazenda da família Morganti, que produzia carvão na década de 1930, e representa hoje a maior área verde junto à COHAB José Bonifácio. As duas principais construções do parque - sua Administração e a Casa de Cultura, ligada à Secretaria Municipal de Cultura – são remanescentes das edificações da fazenda.
Durante todo o ano são oferecidos oficinas de arte, integração a natureza,Shows e muita cultura. 